# Kaiser (Computerspiel)
Kaiser gehört zu den frühen Wirtschaftssimulations- und Aufbauspielen aus dem deutschen Sprachraum und wurde – ähnlich wie andere Vertreter diese Genres, wie z. B. Hanse – vom Label Ariolasoft vertrieben. Erstellt wurde die ursprüngliche Version von Markus Mergard (Quellcode), Claudio Kronmüller (Grafik-Design) und Dirk Beyelstein (Projekt-Management).

## Spielprinzip
In Kaiser bewerben sich 1 bis 9 Spieler (in der ursprünglichen Atari-400/800-Version) oder 1 bis 8 Spieler (in späteren Versionen) um die Vorherrschaft im Heiligen Römischen Reich Deutscher Nation. Ziel des Spiels ist es, zum Deutschen Kaiser ernannt zu werden. Dazu muss sich der Spieler gegen seine menschlichen Gegner durchsetzen. Gesteuert wird das Spiel per Joystick bzw. über die Tastatur. Jeder Spieler übernimmt ein deutsches Fürstentum und startet mit den gleichen Ausgangsbedingungen: 15.000 Taler und 10.000 Hektar Land.
Das Spiel teilt sich in mehrere Abschnitte. Zunächst wird der Ernteertrag errechnet, um anschließend den möglichen Überschuss verkaufen oder horten zu können. In diesem Bildschirm kann außerdem der Landbesitz erweitert werden. Letzteres ist wichtig, da pro 1.000 Hektar Land ein Markt gebaut werden kann. Eine Stadt besteht aus fünf Märkten und drei Mühlen. Der Ausbau des eigenen Fürstentums ist damit stark vom Landerwerb abhängig. Gleiches gilt für den Ernteertrag und das Bevölkerungswachstum, welches auch von der Kornausgabe beeinflusst wird. Im nächsten Bildschirm wird der Spieler über relevante Ereignisse in seinem Land informiert: Bevölkerungsentwicklung, Einkommen aus Märkten und Mühlen, Militärausgaben. Danach kann der Spieler in einem weiteren Bildschirm darüber entscheiden, wie hart die Justiz vorgehen soll, wie hoch die Zölle und die Einkommens- und Mehrwertsteuer sein sollen. Danach wird eine rudimentäre Karte des Fürstentums angezeigt. Auf dieser kann man seinen Besitzstand begutachten; ab einer bestimmten Größe wird gescrollt.
Das nächste Menü bietet mehrere Optionen. Der Spieler kann Mühlen und Märkte erwerben und auch sein Militär ausheben und trainieren bzw. ins Manöver schicken. Für beide Bereiche gilt, dass bestimmte Möglichkeiten erst nach dem Erwerb von bestimmten Titeln zur Verfügung stehen. In einem weiteren Untermenü kann man den Spielstand abspeichern und den Zensus ansehen. Kriege können bei Kaiser auch geführt werden, diese Option findet man beim Militär. Erst wird festgelegt, wen man angreifen will, ob genug Truppen und Geld zur Verfügung stehen und ob man überhaupt das gegnerische Land erreicht. Auch können die anderen Spieler entscheiden, ob sie als Verbündete des Verteidigers oder des Angreifers mitmischen. Kriegsführung ist jedoch zum Erreichen des Spielziels nicht notwendig. Zum Abschluss einer Spielrunde prüft das Programm, ob man die Voraussetzungen für einen Titel erfüllt. Ist dies der Fall, gibt es einen mit einer kleinen Melodie unterlegten Gratulationsbildschirm, danach darf der nächste Spieler sein Land steuern. Haben alle Spieler ihre Züge gemacht, beginnt ein neues Jahr. Gibt man als Spieler zu viel Geld aus, werden teure Märkte oder Mühlen günstig zwangsverkauft; bei hoher Verschuldung muss der Spieler eine Runde aussetzen. Auch möglich ist der plötzliche Tod des Alter Egos.
Die musikalische Untermalung des Programms beschränkt sich auf drei Melodien während des Intros, Extros und der Titelvergabe. Die Soundeffekte umfassen Klicken, Knirschen und Artillerie-Geräusche. Das Spiel kommt ohne viele Grafiken aus und besteht zumeist lediglich aus acht Farben und viel Text auf der Benutzeroberfläche. Die einzige Animation findet man im Kriegsteil, wenn die Truppen marschieren.

## Varianten
Neben der ursprünglich für den Atari 400/800 entwickelten und später für den C 64 portierten 8-Bit-Version des Spiels existieren einige offizielle und inoffizielle Nachfolger. Für die Heimcomputer Atari ST und Amiga gibt es einen gleichnamigen Nachfolger, der das Spielgeschehen um einige Aspekte erweitert. Für IBM-kompatible Systeme erschienen Jahre später zahlreiche Remakes für das Betriebssystem MS-DOS, diverse Windows-Systeme und Android. Die erste inoffizielle Version erschien für Amiga und Atari ST als „Kaiser II“ und erweiterte das Spielgeschehen um die Bank und den sogenannten Schuldturm. Für letzteres veröffentlichte Entwickler Carsten Strotmann im Jahr 2003 den Quelltext unter der GPL als Freie Software.
Bis heute erschienen zahlreiche Freeware-Versionen des Originals, aber auch der inoffizielle Ableger. So orientiert sich Kaiser von Stefan Maday stark am Original und mischt einige Features aus Warlords und Heroes of Might and Magic mit ein, dafür gibt es außer dem Hot Seat aber nur Play-by-E-Mail. Einen echten Netzwerk-Spiele-Modus bietet dagegen das Remake „Kaiser II – The Return“ von Steffen Beck, das sich eher an seinem Namensvetter orientiert.
Auch für Android sind inzwischen Versionen erschienen:
- Kaiser, eine Multiplayer-Variante[3]
- Kaiser II – die Rückkehr, eine Einzelspieler-Variante im bewussten Retro-Style[4]

## Rezeption und spielehistorische Einordnung
Das Spiel wurde im Erscheinungsjahr 1984 im deutschsprachigen Raum stark beworben und war kommerziell erfolgreich. Während hiesige Kritiken positiv den historischen Rahmen, den guten Spielfluss und den hohen Mehrspieler-Spaß herausstellten, wurde das Spiel in internationalen Medien thematisch als weniger interessant, graphisch schlicht und wegen der Programmierung in BASIC als technisch veraltet nur mäßig bewertet. Die nachfolgenden Versionen für Amiga, Atari ST und PC führten wegen der besseren Graphik, dem stimmungsvolleren Sound und vor allem dem umfangreichen und edlen Beiwerk mehrheitlich zu guten bis sehr guten Bewertungen.
Retrospektiv war Kaiser die erste kommerziell erfolgreiche, deutsche Wirtschaftssimulation, dem weitere erfolgreiche Wirtschaftsspiele (wie Hanse, Vermeer oder Die Fugger) nachfolgten. Die grundlegenden Spielmechanismen waren außerhalb Deutschlands jedoch schon durch Spiele wie Hamurabi oder Santa Paravia bekannt, so dass sich der Erfolg nicht nur wegen des deutschen Themenbezugs vor allem auf den deutschsprachigen Raum beschränkte.